# The Bangles
The Bangles je američki ženski glazbeni sastav. Nastao je početkom 1980-ih. Njihovi najpopularniji hitovi su "Walk Like An Egyptian", "Manic Monday" i "Eternal Flame." 
Sastav je nastao kada se Susanna Hoffs pridružila sestrama Vicki Peterson i Debbi Peterson, krajem prosinca 1980. godine. Trio je kratko nosio naziv The Colours, pa se preimenovao u The Supersonic Bangs, da bi nakraju nastao naziv The Bangs. 
Postava Susanna Hoffs (vokal/gitara), Vicki Peterson (gitara/vokal), Debbi Peterson (vokal/bubnjevi) i Annette Zilinskas (vokal/bas) snimila je 1982. godine EP i singl  "The Real World", je izdan. Neposredno prije izlaska singla, zbog zakona su iz imena izbacile "The" i dodale "les", te postale Bangles.

## Diskografija
- All Over the Place (1984.)
- Different Light (1986.)
- Everything (1988.)
- Greatest Hits (1990.)
- Doll Revolution (2003.)
- Sweetheart of the Sun (2011.)